# اینگمار هارالدسون
اینگمار هارالدسون (سوئدی: Ingemar Haraldsson; ۳ فوریهٔ ۱۹۲۸ – ۱۹ مارس ۲۰۰۴) بازیکن فوتبال اهل سوئد بود.
از باشگاه‌هایی که در آن بازی کرده‌است می‌توان به باشگاه فوتبال کالمار و باشگاه فوتبال الفسبورگ اشاره کرد.